# Mbomboko Fiston Ngoy
Mbomboko Fiston Ngoy, né le 21 mai 1977 à Kananga (Zaïre) et mort le 4 juin 2024 à Lubumbashi (RDC), est un footballeur congolais. Il joue au TP Mazembe depuis 2003.

## Palmarès
- Vainqueur de la Ligue des champions de la CAF en 2009 et 2010 avec le TP Mazembe
- Vainqueur de la Supercoupe de la CAF en 2010 avec le TP Mazembe
- Champion de RD Congo en 2006, 2007 et 2009 avec le TP Mazembe